# Aljaksandr Oesaw
Aljaksandr Oesaw, ook Alexandre Usov (Wit-Russisch: Аляксандр Усаў) (Minsk, 27 augustus 1977) is een Wit-Russisch voormalig wielrenner.

## Erelijst
2000
- 10e etappe Tour de l'Avenir

2001
- 3e etappe Niedersachsen Rundfahrt
- 5e etappe Niedersachsen Rundfahrt
- 1e etappe Tour de l'Avenir

2002
- Nationaal kampioenschap Wit-Rusland op de weg

2002
- 1e etappe Tour du Poitou-Charentes
- 2e etappe Tour de l'Avenir

2003
- 1e etappe Clásica Internacional de Alcobendas

2004
- 5e etappe Ronde van Valencia

2005
- 3e etappe Vuelta Castilla y Leon
- 4e etappe Hessen Rundfahrt

2008
- 7e etappe Ronde van Langkawi

2009
- Bergklassement Ronde van Luxemburg

## Resultaten in voornaamste wedstrijden
| Jaar | Ronde van Italië | Ronde van Frankrijk | Ronde van Spanje |
| ---- | ---------------- | ------------------- | ---------------- |
| 2002 |                  |                     |                  |
| 2003 |                  |                     | 145e             |
| 2004 | 98e              |                     |                  |
| 2005 |                  |                     |                  |
| 2006 |                  |                     | 89e              |
| 2007 | 106e             |                     | 119e             |
| 2008 | 119e             |                     | 123e             |
| 2009 |                  |                     |                  |

| Jaar | Gent-Wevelgem | Ronde van Vlaanderen | Parijs-Roubaix | Ronde van Lombardije | Parijs-Tours | Dwars door Vlaanderen |  | WK op de weg |  | Wereldranglijsten |
| ---- | ------------- | -------------------- | -------------- | -------------------- | ------------ | --------------------- |  | ------------ |  | ----------------- |
| 2002 |               |                      |                |                      |              |                       |  | 49e          |  |                   |
| 2003 |               |                      |                |                      | 24e          |                       |  | 22e          |  |                   |
| 2004 |               |                      | 80e            |                      | 14e          |                       |  |              |  |                   |
| 2005 |               | 66e                  |                |                      | 29e          | 10e                   |  | 28e          |  |                   |
| 2006 | 50e           |                      |                |                      | 5e           |                       |  | 61e          |  | 106e (UPT)        |
| 2007 | 10e           | 89e                  | 93e            |                      | 7e           | 130e                  |  | 16e          |  | 101e (UPT)        |
| 2008 | 29e           |                      |                |                      | 62e          |                       |  |              |  |                   |
| 2009 | 68e           |                      |                | 114e                 | 22e          |                       |  |              |  | 252e (UWK)        |